# Lesbois
Lesbois é uma comuna francesa na região administrativa da Pays de la Loire, no departamento de Mayenne. Estende-se por uma área de 5,99 km². Em 2010 a comuna tinha 196 habitantes (densidade: 32,7 hab./km²).